# 蘭尼·庫爾

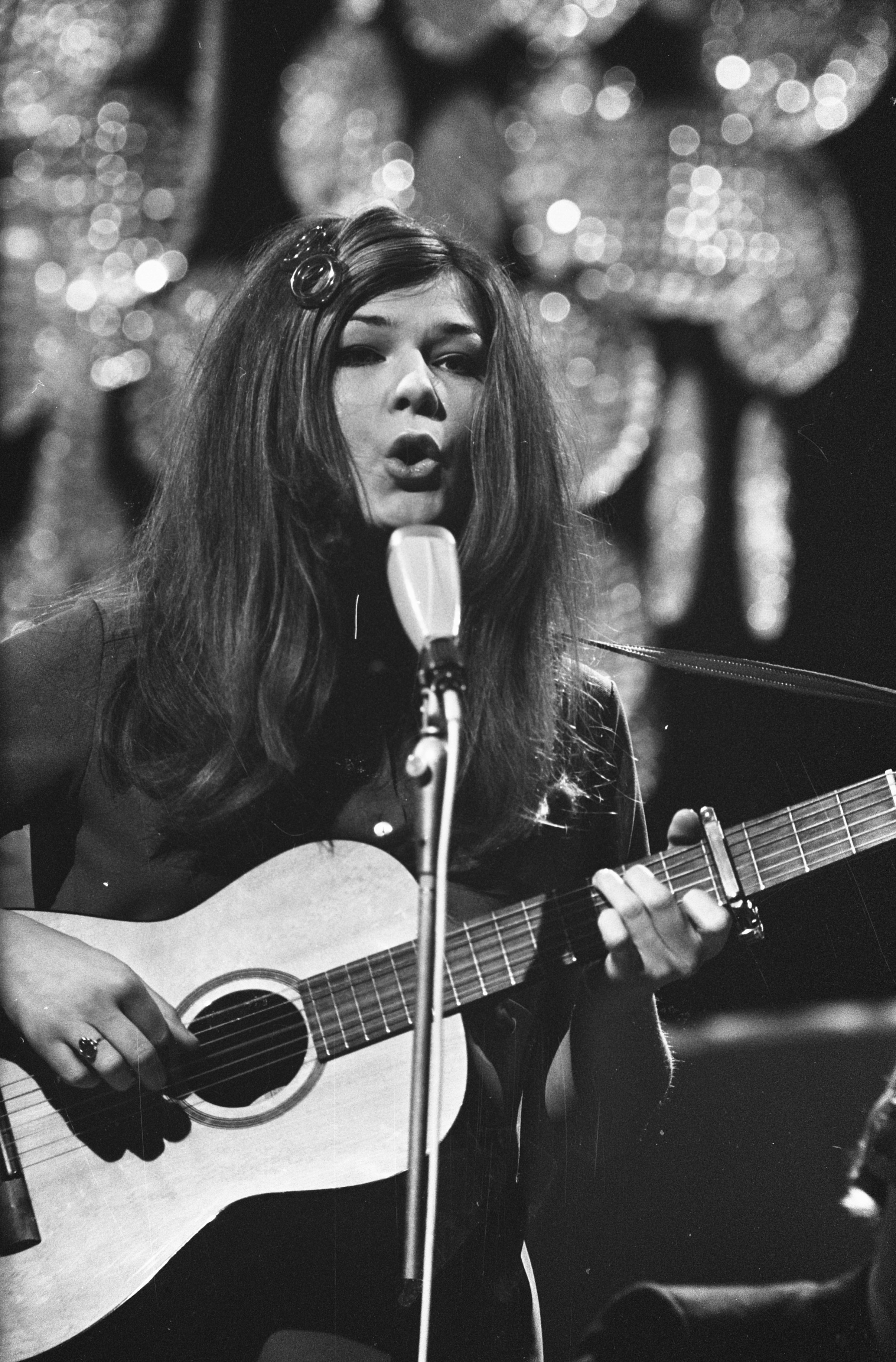

蘭尼·庫爾（Lenny Kuhr，1950年2月22日—）全名：海倫娜·休伯蒂娜·約翰娜·庫爾（Helena Hubertina Johanna Kuhr），荷蘭女子創作歌手。 1969年，她以作品《De troubadour》（鬧劇一場）代表荷蘭參加歐洲歌唱大賽，是當年四位冠軍之一。他們得分一樣是18分，結果一同得獎。

## 外部連結
- 官方网站 （荷蘭語）